# R・J・レイノルズ
リチャード・ジョシュア・レイノルズ（Richard Joshua Reynolds、1850年7月20日 - 1918年7月29日）は、アメリカ合衆国の実業家である。R.J.レイノルズ・タバコ・カンパニー(RJR)を創業した。

## 生涯

### 若年期
レイノルズは1850年7月20日に、バージニア州パトリック郡で、ハーディン・ウィリアム・レイノルズ(Hardin William Reynolds)とナンシー・ジェーン・コックス・レイノルズ(Nancy Jane Cox Reynolds)の長男として生まれた。生家はロック・スプリング農場というタバコ農家であり、レイノルズは幼い頃から父の農場を手伝っていた。1868年から1970年までエモリー・アンド・ヘンリー大学に通い、その後、ボルチモアのブライアン・アンド・ストラットン大学を卒業した。

### R.J.レイノルズ・タバコ・カンパニー
1874年、家業の農場の自分の持ち分を父親に売り、自分でたばこメーカーを立ち上げることにした。たばこの出荷のために鉄道が必要と考えたが、実家のあるパトリック郡には鉄道がなかったため、最も近くの鉄道駅があるノースカロライナ州ウィンストンに移った。現在は「ウィンストン・セーラム」として1つの都市になっているが、当時はウィンストンとセーラムは別の街だった。レイノルズは1875年にたばこ製造工場を立ち上げ、最初の年に15万ポンド（約68トン）のたばこを生産した。競合するたばこ会社がウィンストン・セーラム市内だけでも15社もあったが、レイノルズは、ビジネスに対する洞察力と、噛みタバコにサッカリンを加えるなどの革新的な技術で、他社との差別化を図った。生産量は、1890年代には年間数百万ポンドに達した。

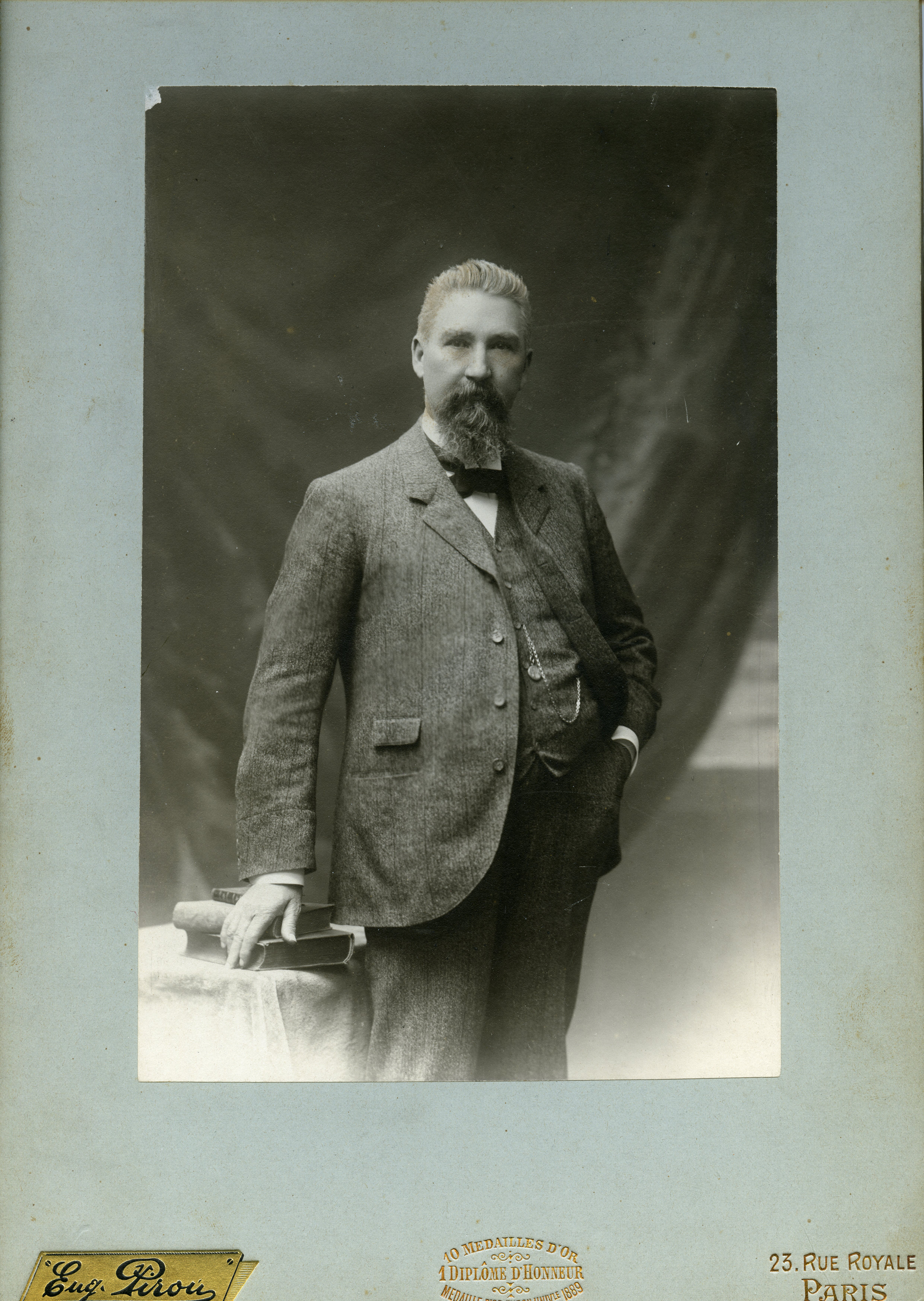
R・J・レイノルズ（1905年）

レイノルズの弟のウィリアム・ニール・レイノルズは、トリニティ・カレッジ（現デューク大学）在学中からレイノルズの会社でパートタイムで働いていた。ウィリアムは、社内では「ウィルさん」(Mr. Will)と呼ばれ、工場の仕事から初めて、すぐに会社の全ての仕事を覚えた。大学卒業後、ウィルはタバコ葉の購入の管理を任された。1888年、レイノルズは、ウィルと会社の簿記係のヘンリー・ローンとともに正式なパートナーシップ契約を結んだ。レイノルズが社長を務めて75%の持ち分を保有し、残りの持ち分をウィルとローンが半分ずつ保有した。1890年2月11日、R.J.レイノルズ・タバコ・カンパニーがノースカロライナ州法に基づいて会社として登記された。1892年時点で、レイノルズの純資産は20万ドルに達していた。
1913年、レイノルズは、紙巻きたばこを箱に入れて売るという画期的な方法を生み出した。紙巻きたばこを吸う人の大半はタバコ葉を自分で紙で巻くことを好んでおり、既に巻かれた状態のものを売っても需要はないと考えられていた。レイノルズは、過去の製品よりも良い味のたばこを開発し、トルコ製のタバコ葉を使用したことから「キャメル」という名前で売り出した。この製品は競合他社よりも安い値段で売られ、年間で4億2500箱売れた。
レイノルズは、ノースカロライナ州で最も裕福な人物となり、納税額は2位の倍以上となる年間6万6千ドルだった。RJR社はウィンストン・セーラムに121軒のビルを保有した。
レイノルズは1918年7月29日に膵癌で死去した。社長は弟のウィリアムが継いだ。RJR社の取締役会は、役員室のレイノルズの肖像画の横に、41年にわたって後継の社長の肖像画を掲げることはなかった。

## 私生活
レイノルズは長年に渡り独身で通しており、「ウィンストン・セーラムで最も魅力的な独身男性」と言われてきたが、1905年2月27日、54歳のときに、30歳年下のキャサリン・スミス（1880年1月21日 - 1924年5月23日）と結婚した。

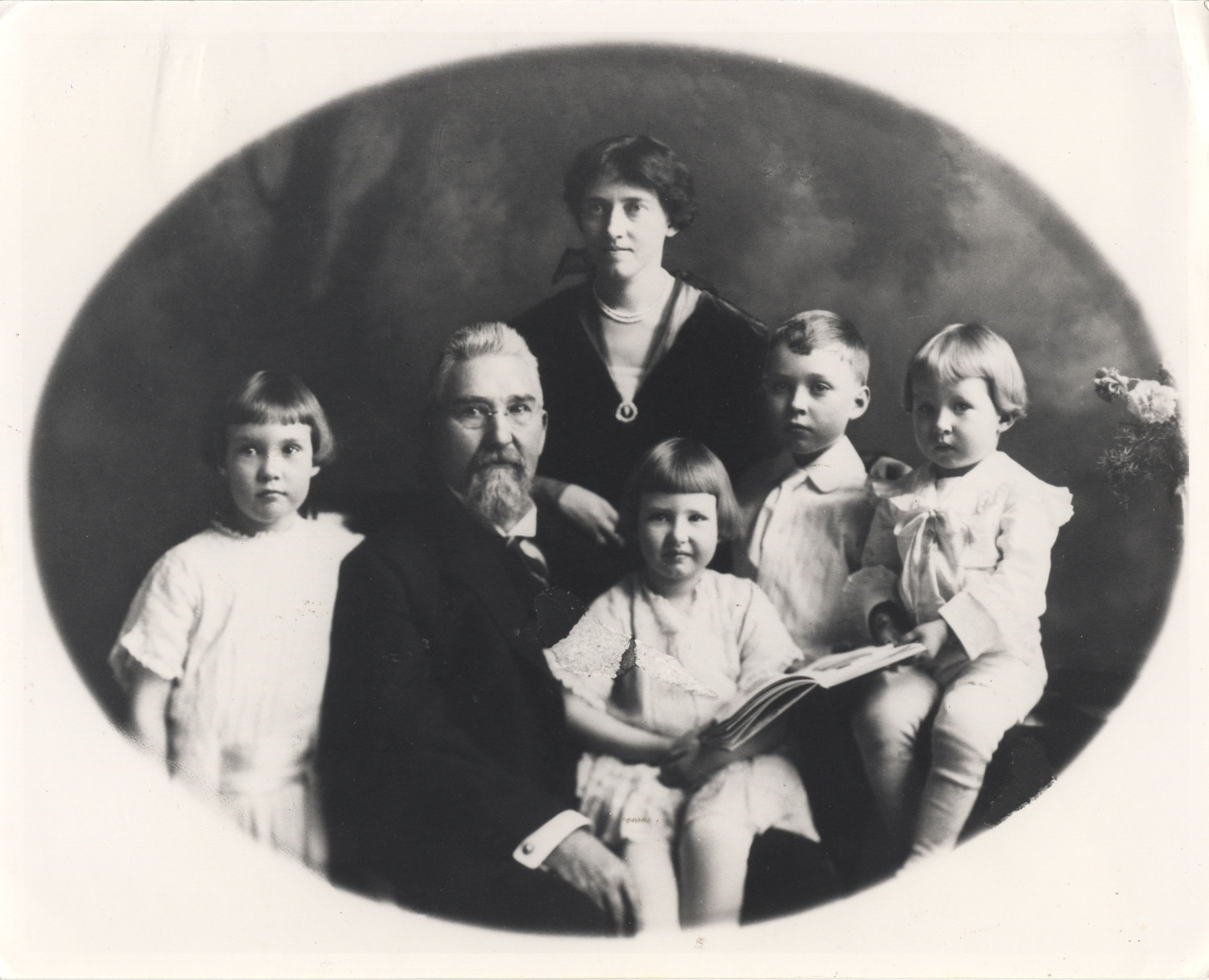
レイノルズ一家（1914年）

キャサリンの父ザッカリー・テイラー・スミスはレイノルズのいとこであり、レイノルズはキャサリンのことをその幼い頃から知っていた。キャサリンは大学で英文学を学び、大学卒業後はレイノルズの秘書として働いていた。キャサリンは会社主催のコンテストで1000ドルの賞金を受け取ったことがあり、レイノルズは「賞金を取り戻すために結婚した」と冗談を言った。レイノルズはキャサリンに宛てて、「（キャサリンが成人するまで）長い間結婚するのを待っていて良かった」という手紙を送っている。キャサリンはレイノルズに対し、労働時間の短縮や、労働者への休憩室、学校、託児施設の提供などを提言した。
レイノルズとキャサリンの間には、以下の4人の子供が生まれた。
- リチャード・ジョシュア・レイノルズ・ジュニア（Richard Joshua Reynolds, Jr.、1906年4月4日 - 1964年12月14日）
- メアリー・キャサリン・レイノルズ（英語版）（Mary Katharine Reynolds、1908年8月8日 - 1953年7月17日）
- ナンシー・スーザン・レイノルズ（Nancy Susan Reynolds、1910年2月5日 - 1985年1月）
- ザッカリー・スミス・レイノルズ（英語版）（Zachary Smith Reynolds、1911年11月5日 - 1932年7月6日）

レイノルズは結婚するまでの長い間、自社の工場内で生活していた。結婚後はウィンストン・セーラム5番街の家に移り、RJR社の幹部とともに住んでいた。1917年に郊外の1,000-エーカー (4 km2)の土地を購入し、「レイノルダハウス」と呼ばれる邸宅を建てて移り住んだ。敷地内にはRJR社の従業員のための村も作り、郵便局、学校、教会などもあった。キャサリンは、レイノルダハウスで農民たちに最新の科学的な農業を教えたり、労働者のための夜間学校を開設したりした。
レイノルズは1918年に亡くなり、30歳年下のキャサリンは6年後の1924年に亡くなった。夫妻の遺体は市内のセーラム墓地に埋葬された。遺された子供達は、レイノルズの弟のウィリアムによって育てられた。ウィリアムは兄よりも早く結婚していたが、子供はいなかった。長男のR・Jジュニア（ディック）は民主党の政治家となり、ウィンストン・セーラム市長や民主党全国委員会の会計係を務めた。
レイノルズの孫（ディックの息子）のパトリック・レイノルズは、家族を喫煙により亡くしたことからたばこ規制活動家となり、アメリカ禁煙財団(Foundation for a Smoke-Free America)を設立した。

## 政治姿勢
1884年、レイノルズはウィンストン・セーラムの市運営委員に就任した。
レイノルズの工場では、労働時間短縮・賃金引き上げという進歩的な労働条件を確立した。
レイノルズは、固定資産税を公立学校のために使う請願に署名し、所得税の承認に賛成票を投じた。

## 慈善活動
レイノルズは、自社の労働者のために、自宅の敷地に学校や住宅を建設した。また、ギルフォード大学、オックスフォード孤児院、バプテスト孤児院などの多くの慈善団体、ウィンストン・セーラムの教会などに多額の寄付をした。レイノルズは、アフリカ系アメリカ人のための病院であるスレーター病院を設立したが、アメリカ南部の白人がアフリカ系アメリカ人のための病院を設置したのはこれが初めてだった。レイノルズはウィンストン・セーラムで貯蓄貸付組合を立ち上げ、YMCAを設立し、歌劇場を作った。
レイノルズは、スレーター工業学校（現在のウィンストン・セーラム州立大学）設立の際に寄付をした。
1923年にレイノルズ財団を設立した。同財団は、レイノルズ兄弟の母のナンシー・レイノルズの生家のあるノースカロライナ州ストークス郡にナンシー・レイノルズ記念学校を建設する際に、建設費の全額を拠出した。